# Batwoman
Batwoman är en amerikansk serietidning med superhjälteserier som gavs ut varje månad från september 2011 till mars 2015 av DC Comics. Serierna handlar om Kate Kane, vars alter ego är superhjälten Batwoman. Serien är del av DC Comics reboot som hette The New 52.

## Samlingsutgåvor
Serierna har efter originalutgivningen även publicerats i form av trade paperbacks:
| Titel                                 | Ursprungligen publicerad i                                             | Utgivningsdatum | ISBN                |
| ------------------------------------- | ---------------------------------------------------------------------- | --------------- | ------------------- |
| Batwoman: Elegy                       | Detective Comics #854–860                                              | Juli 2010       | ISBN 978-1401231460 |
| Batwoman, Vol. 1: Hydrology           | Batwoman #1–5, #0                                                      | Juni 2012       | ISBN 978-1781163610 |
| Batwoman, Vol. 2: To Drown the World  | Batwoman #6–11                                                         | Januari 2013    | ISBN 978-1401237905 |
| Batwoman, Vol. 3: World's Finest      | Batwoman #0, #12–17                                                    | September 2013  | ISBN 978-1401242466 |
| Batwoman, Vol. 4: This Blood is Thick | Batwoman #18–24                                                        | April 2014      | ISBN 978-1401246211 |
| Batwoman, Vol. 5: Webs                | Batwoman #25–34, Annual #1                                             | November 2014   | ISBN 978-1401250829 |
| Batwoman, Vol. 6: The Unknowns        | Secret Origins #3, Batwoman #35–40, Annual #2, Batwoman Futures End #1 | Juni 2015       | ISBN 978-1401254681 |